# Didemnum dorotubu
Didemnum dorotubu är en sjöpungsart som först beskrevs av Asajiro Oka 1931.  Didemnum dorotubu ingår i släktet Didemnum och familjen Didemnidae. Inga underarter finns listade i Catalogue of Life.